# Vaccí antipneumocòccic
La vacuna antipneumocòccica és una vacuna feta amb una barreja d'antígens capsulars de diferents soques del bacteri Streptococcus pneumoniae o pneumococ, i té com a finalitat la profilaxi de les malalties causades per aquest microorganisme. Les malalties d'etiologia pneumocòccica són una causa important de morbiditat i mortalitat en els casos afectats, principalment per sèpsia, pneumònia o meningitis).

## Tipus

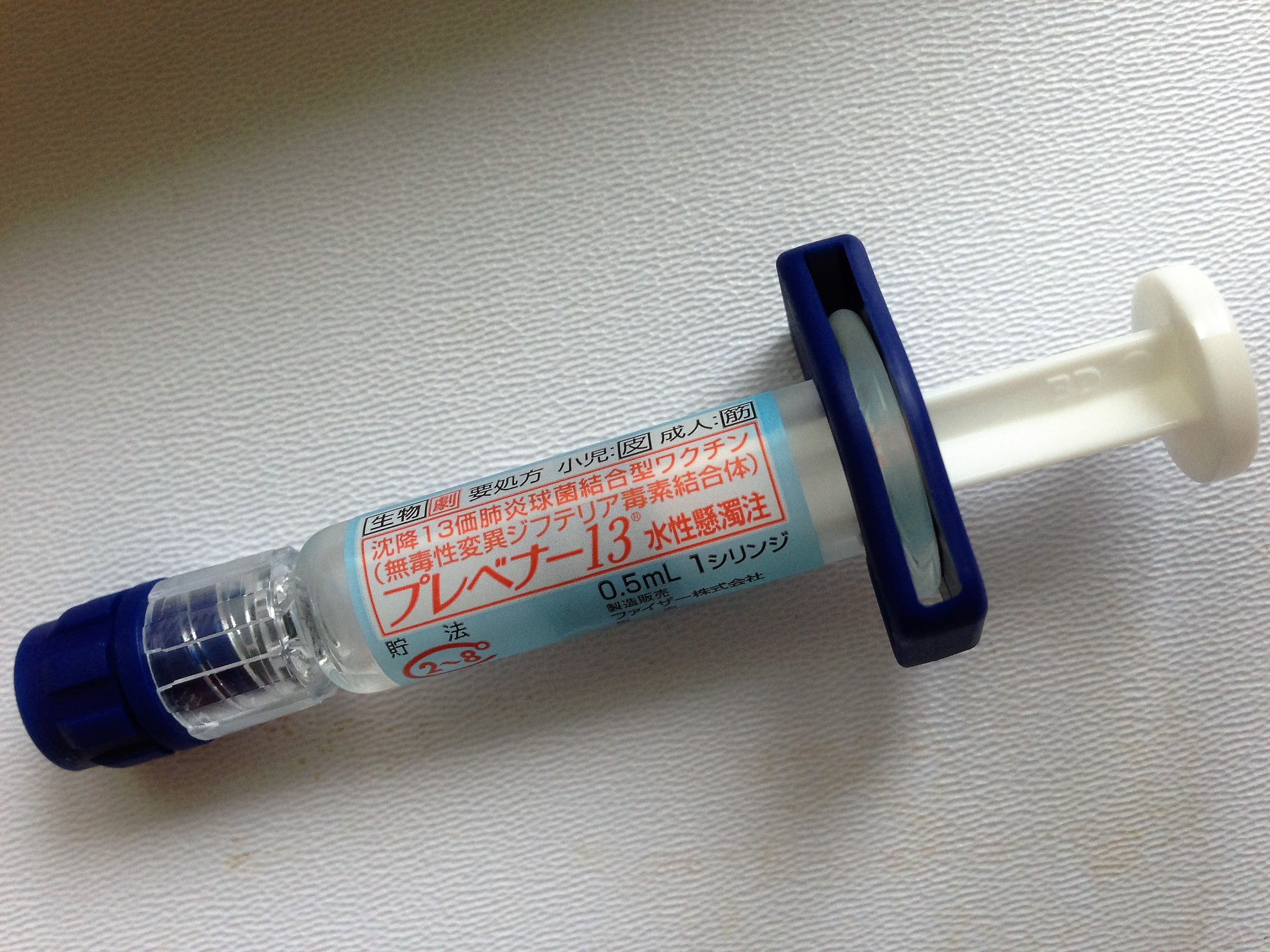
Prevenar 13

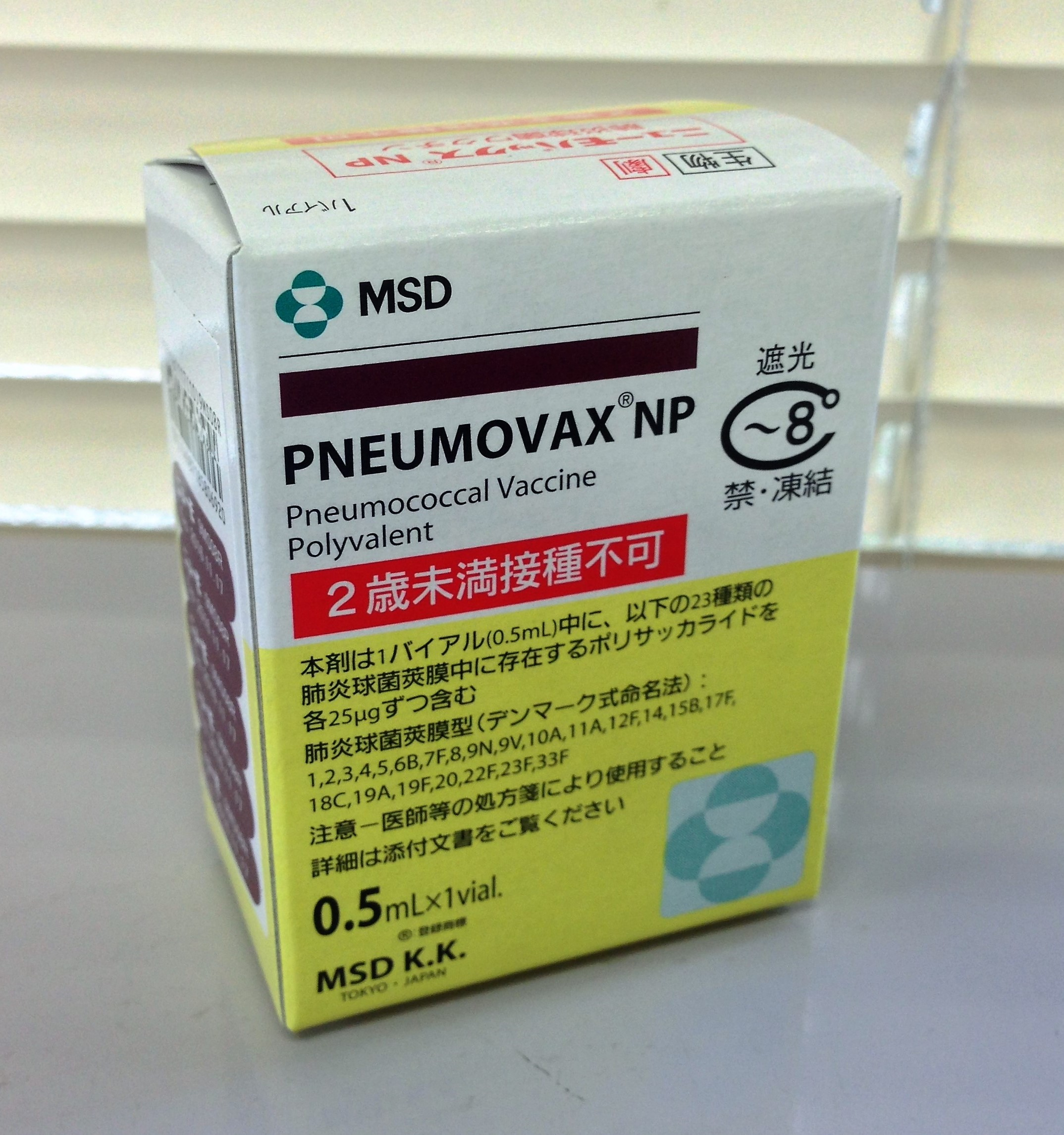
Pneumovax

Vaccí antipneumocòccic polisacàrid 23-valent (Pn23)A l'estat espanyol es comercialitza amb els noms comercials Pneumo 23 i Pneumovax 23. Conté 23 serotips: 1, 2, 3, 4, 5, 6B, 7F, 8, 9N, 9V, 10A, 11A, 12F, 14, 15B, 17F, 18C, 19A, 19F, 20, 22F, 23F i 33F.
Vaccí antipneumocòccic conjugat 13-valent (PnC13)Que únicament estava indicat en els infants menors de 5 anys, va ser autoritzat també per a adults a partir de 50 anys el 2011 per l'Agència Europea de Medicaments (EMEA).
A l'Estat Espanyol es comercialitza amb els nom comercial Prevenar 13. Conté tretze serotips: 2, 3, 4, 5, 6A, 6B, 7F, 9V, 14, 18C, 19A, 19F i 23F.

## Indicacions
Generals per a ambdós tipus de vaccins són:
- Persones immunocompromeses amb:
  - Immunodeficiències congènites o adquirides, incloses les deficiències humorals i cel·lulars, deficiències del sistema del complement i trastorns de la fagocitosi
  - Infecció per VIH
  - Insuficiència renal i síndrome nefròtica
  - Leucèmia, limfoma, malaltia de Hodgkin, mieloma múltiple i altres neoplàsies
  - Trasplantament
- Persones amb asplènia anatòmica o funcional amb:
  - Anèmia de cèl·lules falciformes
  - Asplènia congènita o adquirida, disfunció esplènica o esplenectomia
- Persones immunocompetents:
  - Portadores de fístula de LCR
  - Amb implant coclear

### Vaccí antipneumocòccic polisacàrid 23-valent (Pn23)
A més de les generals, esmentades: per persones més grans de 60 anys o amb alguna de les següents malalties subjacents:
- Persones immunocompetents:
  - Amb malalties cardiovasculars cròniques (excloent la hipertensió)
  - Amb malalties pulmonars cròniques (incloent MPOC, emfisema i asma)
  - Amb diabetis mellitus
  - Alcoholisme
  - Amb hepatopatia crònica i cirrosi hepàtica
  - Tabaquisme

### Vaccí antipneumocòccic conjugat 13-valent (PnC13)
Les generals, per a infants menors de 17 anys i per a persones de més de 50 anys. També hauria de ser administrat entre els 5 i els 18 anys als infants amb els criteris esmentats als quals se'ls havia administrat el conjugat 7-valent (PnC7) o el Pn23.

## Pautes d'administració

### Per la Pn23
Es recomana una sola revaccinació 5 anys després de la primera vaccinació en:
- Adults amb asplènia anatòmica o funcional
- Persones immunocompromeses.
- Persones que hagin estat vaccinades abans dels 65 anys.

### Amb la PnC13
És suficient una dosi única de PnC13, excepte en el cas de persones a les quals s'ha fet un trasplantament de progenitors hematopoètics, en què són necessàries tres dosis de PnC13 i, posteriorment, una de Pn23.
En els casos en què es pugui preveure la pràctica d'una esplenectomia, caldrà vaccinar amb dues setmanes d'antelació. Si no fos possible, es recomana fer-ho de 7 a 14 dies després de l'esplenectomia, preferentment abans de l'alta hospitalària.
També és prioritari vaccinar dues setmanes abans de l'inici d'un tractament immunosupressor o radioteràpia. Durant aquests tractaments s'ha d'evitar la vaccinació.
Abans de vaccinar amb PnC13, cal valorar si prèviament els pacients han estat vaccinats amb Pn23. Als pacients no vaccinats prèviament es recomana administrar-los primer la PnC13 i posteriorment, amb un interval mínim de 8 setmanes, la Pn23 (amb 2 dosis separades com a mínim 5 anys). Als pacients vaccinats prèviament amb Pn23 s'aconsella deixar que transcorri un interval mínim d'un any i després vaccinar-los amb PnC13.